# بخش پریسبورگ (شهرستان وود، اوهایو)
بخش پریسبورگ (به انگلیسی: Perrysburg Township) یک منطقهٔ مسکونی در ایالات متحده آمریکا است که در شهرستان وود، اوهایو واقع شده‌است.
 بخش پریسبورگ ۱۰۳٫۹ کیلومتر مربع مساحت و ۱۲٬۵۱۲ نفر جمعیت دارد و ۱۹۳ متر بالاتر از سطح دریا واقع شده‌است.